# Aleuropleurocelus nigrans
Aleuropleurocelus nigrans is een halfvleugelig insect uit de familie witte vliegen (Aleyrodidae), onderfamilie Aleyrodinae.
De wetenschappelijke naam van deze soort is voor het eerst geldig gepubliceerd door Bemis in 1904.